# 阿朗 (大西洋比利牛斯省旧市镇)
阿朗（法語：Arhan，法語發音：[aʁɑ̃]）是法国大西洋比利牛斯省的一个旧市镇，属于奥洛龙-圣玛丽区。1831年，阿朗与市镇拉卡里和上沙里特合并为拉卡里-阿朗-上沙里特。

## 地理
阿朗（43°5'20"N, 0°54'26"W）位于法国新阿基坦大区大西洋比利牛斯省，该省份为法国东南部省份，涵盖了贝阿恩与北巴斯克，西临大西洋比斯開灣，北至朗德省，东北接热尔省，东临上比利牛斯省，南与西班牙接壤。
阿朗的时区为UTC+01:00、UTC+02:00（夏令时）。

## 行政
阿朗的邮政编码为64470。

## 人口
阿朗于1821年时的人口数量为94人。